# Marquesado de la Ría de Ribadeo
El marquesado de la Ría de Ribadeo es un título nobiliario español, con grandeza de España originaria, creado el 19 de junio de 2002 por el rey Juan Carlos I a favor de Leopoldo Calvo-Sotelo y Bustelo, presidente del Gobierno entre febrero de 1981 y diciembre de 1982

## Denominación
Su denominación hace referencia a la ría de Ribadeo, en el límite entre Galicia y Asturias, también conocida como ría del Eo.

## Carta de concesión
Fue creado mediante el Real Decreto 591/2002, de 24 de junio de 2002, publicado en el BOE del 25 de junio), expidiendo la correspondiente real carta de concesión el 19 de julio de 2002.
El Real Decreto decía lo siguiente:

«En atención a los méritos contraídos por don Leopoldo Calvo-Sotelo y Bustelo en una larga trayectoria política al servicio de España y de la Corona, de cuyo Gobierno ejerció la Presidencia con prudencia y alto sentido de la responsabilidad, y como muestra de Mi Real aprecio
Vengo en otorgarle el título de Marqués de la Ría de Ribadeo, con Grandeza de España, para sí y sus sucesores, de acuerdo con la legislación nobiliaria española.»
JUAN CARLOS R.

## Marqueses de la Ría de Ribadeo
|                            | Titular                             | Periodo                    |
| Creación por Juan Carlos I | Creación por Juan Carlos I          | Creación por Juan Carlos I |
| -------------------------- | ----------------------------------- | -------------------------- |
| I                          | Leopoldo Calvo-Sotelo y Bustelo     | 2002-2008                  |
| II                         | Leopoldo Calvo-Sotelo Ibáñez-Martín | 2010-actual titular        |

## Historia de los marqueses de la Ría de Ribadeo
I. Leopoldo Calvo-Sotelo y Bustelo (Madrid, 14 de abril de 1926-Pozuelo de Alarcón, 3 de mayo de 2008), grande de España, i marqués de la Ría de Ribadeo. Fue presidente del Gobierno y varias veces ministro durante los primeros años del reinado de Juan Carlos I.
Casó en abril de 1954 con María del Pilar Ibáñez-Martín y Mellado, hija del exministro José Ibáñez Martín y María de los Ángeles Mellado y Pérez de Meca, i condesa de Marín (título pontificio), con quien tuvo ocho hijos. Le sucedió:
II. Leopoldo Calvo-Sotelo Ibáñez-Martín (Madrid, 4 de septiembre de 1957), grande de España, ii marqués de la Ría de Ribadeo. Fue juez del Tribunal General de la Unión Europea, subsecretario del Ministerio del Interior y secretario general del Consejo de Estado.
Casó con la diseñadora Cristina Egea Gutiérrez-Cortines. Con descendencia.